# Гренландски пас
Гренландски пас је раса паса класификована према ИЦФ класификацији као група шпица. Узгајан на Гренланду.
Гренландски пас је једна од најстаријих раса паса за санке; пре хиљаду година користили су је носиоци културе Туле, који су њене претке донели из Сибира. Препознатљиве особине: снага и издржљивост, такође добро развијено чуло мириса и способност навигације. Гренландски пси помогли су Роалду Амундсену, норвешком поларном истраживачу, да дође први током трке на Јужни пол. Пси ове расе су коришћени за лов на фоке, медведе и ирвасе. Са природно оштрим темпераментом, гренландски пси су увек пријатељски расположени према људима. Не користе се као пси чувари. Гренландски пси су први пут доведени у континенталну Европу из поларне експедиције Паул-Емиле Вицтора 1936. године.
Раса је ретка у Европи, укључујући Скандинавију.

## Опис
Глава личи на вучју. Лобања је широка са благо конвексним луком. Прелаз са чела на њушку је изражен. Носни мост је широк, раван, нос је клинастог облика. Нос је црн или, код црвених паса, боје јетре; зими може променити боју у боју. Усне су танке и чврсто приањају. Очи су пожељно тамне, са косим прорезом. Уши су прилично мале, усправне, троугласте са заобљеним врховима.
Тело је снажно и мишићаво. Врат је веома јак, прилично кратак. Груди су веома широке. Леђа су равна. Сапи су благо нагнуте. Удови су мишићави, са јаким костима. Шапе су јаке, заобљене и прилично широке. Пунаст, дебео, релативно кратак реп је високо постављен и ношен преко леђа.
Длака је густа, равна, тврда, са густом меком подлаком. На глави и удовима је краћи него на телу, а са доње стране репа је дебео и дугачак. Било која боја је прихватљива, осим албина.
Висина у гребену за мужјаке је најмање 60 cm, за женке - најмање 55 cm, тежина је око 30 кг.